# Tryblidium reticulatum
Tryblidium reticulatum var en urmollusk ur ordningen Tryblidiida, förekommande bland annat i de siluriska avlagringarna på Gotland.
Tyrblidium reticulatum är tjockskaliga och omkring 5 centimeter långa. Utsidan uppvisar grova oregelbundna tillväxtlinjer, delvis formade i rutmönster.